# Vigneulles
Vigneulles é uma comuna francesa na região administrativa de Grande Leste, no departamento de Meurthe-et-Moselle. Estende-se por uma área de 5,57 km². Em 2010 a comuna tinha 240 habitantes (densidade: 43,1 hab./km²).